# Festival Internacional de Cinema de Berlim 1964
A 14ª edição anual do Festival Internacional de Cinema de Berlim foi realizado entre os dias 26 de junho a 7 de julho de 1964. O filme sueco 491 de Vilgot Sjöman foi rejeitado pelo diretor do festival, Alfred Bauer, devido à sua natureza controversa. O Urso de Ouro foi concedido ao filme turco Susuz Yaz, dirigido por Metin Erksan.

## Júri
As seguintes pessoas foram anunciados como jurados do festival:
- Anthony Mann (chefe do júri)
- Hermann Schwerin
- Lucas Demare
- Jacques Doniol-Valcroze
- Yorgos Javellas
- Richard Todd
- Takashi Hamama
- Gerd Ressing

## Filmes em competição
Os seguintes filmes competiram pelo prêmio Urso de Ouro:
| † | Vencedor do prêmio principal de melhor filme em sua seção |
| Título                        | Diretor(es)                 | País                |
| ----------------------------- | --------------------------- | ------------------- |
| Circe                         | Manuel Antín                | Argentina           |
| Die Zeit der Schuldlosen      | Thomas Fantl                | Alemanha            |
| El aydi el naema              | Mahmoud Zulfikar            | Egito               |
| Faust                         | Michael Suman               | Estados Unidos      |
| Herrenpartie                  | Wolfgang Staudte            | Alemanha Iugoslávia |
| Kanojo to kare                | Susumu Hani                 | Japão               |
| Kesällä kello 5               | Erkko Kivikoski             | Finlândia           |
| L'Amour avec des si           | Claude Lelouch              | França              |
| La Difficulté d'être infidèle | Bernard Toublanc-Michel     | França Itália       |
| La ragazza di Bube            | Luigi Comencini             | França Itália       |
| La visita                     | Antonio Pietrangeli         | Itália              |
| Llanto por un bandido         | Carlos Saura                | Espanha             |
| Los evadidos                  | Enrique Carreras            | Argentina           |
| Mahanagar                     | Satyajit Ray                | Índia               |
| Night Must Fall               | Karel Reisz                 | Reino Unido         |
| Nippon konchuki               | Shōhei Imamura              | Japão               |
| Of Human Bondage              | Ken Hughes e Henry Hathaway | Reino Unido         |
| Os Fuzis                      | Ruy Guerra                  | Argentina Brasil    |
| Polnische Passion             | Janusz Piekałkiewicz        | Polônia             |
| Selvmordsskolen               | Knud Leif Thomsen           | Dinamarca           |
| Susuz Yaz                     | Metin Erksan                | Turquia             |
| The Pawnbroker                | Sidney Lumet                | Estados Unidos      |
| Tonio Kröger                  | Rolf Thiele                 | Alemanha            |

## Prêmios
Os seguintes prêmios foram concedidos pelo júri:
- Urso de Ouro: Susuz Yaz por Metin Erksan
- Urso de Prata de Melhor Diretor: Satyajit Ray por Mahanagar
- Urso de Prata de Melhor Atriz: Sachiko Hidari por Nippon konchuki e Kanojo to kare
- Urso de Prata de Melhor Ator: Rod Steiger por The Pawnbroker
- Prémio Extraordinário do Urso de Prata: Ruy Guerra por Os Fuzis
- Prêmio de Filme Juvenil
  - Melhor Documentário: The Human Dutch por Bert Haanstra
  - Melhor Longa Metragem: Kanojo to kare por Susumu Hani
- Prêmio de Filme Juvenil – Menção Honrosa
  - Melhor Curta-metragem: Anmeldung por Rob Houwer e Aru kikanjoshi por Noriaki Tsuchimoto
  - Melhor Longa Metragem: Time of the Innocent por Thomas Fantl
- Prêmio FIPRESCI
  - La visita por Antonio Pietrangeli
- Prêmio FIPRESCI – Menção Honrosa
  - The Pawnbroker por Sidney Lumet
- Prêmio Interfilm
  - Selvmordsskolen por Knud Leif Thomsen
- Prêmio OCIC
  - Kanojo to kare por Susumu Hani
- Prêmio UNICRIT
  - The Human Dutch por Bert Haanstra